# Current River
Current River är ett vattendrag i Kanada.   Det ligger i provinsen Ontario, i den sydöstra delen av landet, 1 100 km väster om huvudstaden Ottawa. Current River ligger vid sjön Boulevard Lake.
I omgivningarna runt Current River växer i huvudsak blandskog.